# Robert Daublebsky von Sterneck der Jüngere
Robert Freiherr Daublebsky von Sterneck (* 5. April 1871 in Wien; † 18. März 1928 in Graz) war ein österreichischer Mathematiker aus der Familie Daublebsky von Sterneck. Er wird auch als „Robert Daublebsky von Sterneck der Jüngere“ bezeichnet, um ihn von seinem Vater zu unterscheiden.
Robert Freiherr Daublebsky von Sterneck entstammte einer Patrizierfamilie aus Budweis in Südböhmen, die durch Generationen Bürgermeister der Stadt waren (siehe Daublebsky von Sterneck). Er war der Sohn des Geodäten Robert von Sterneck, studierte ab 1889 Mathematik an der Universität Wien und wurde 1893 promoviert. Danach war er Volontär an der Universitätsbibliothek und 1898 Amanuensis an der Bibliothek der Technischen Hochschule Wien. 1895 habilitierte er sich in Wien und war ab 1896 Privatdozent an der Universität Wien. Er hielt Vorlesungen über Differentialgeometrie, analytische Zahlentheorie und  Algebra. 1899 erfolgte eine weitere Habilitation an der Technischen Hochschule Wien. 1904 wurde er außerordentlicher Professor an der Universität Czernowitz, an der er 1906 ordentlicher Professor wurde. 1907 wurde er ordentlicher Professor an der Universität Graz, wo er 1913/14 Dekan der philosophischen Fakultät war.
Er befasste sich mit Algebra, Differentialgeometrie, additiver Zahlentheorie (Waringsches Problem, Partitionen), später auch mit Physik (besonders Geophysik, Gezeitentheorie), Philosophie und Experimentalpsychologie (besonders dem menschlichen Auge).
1912 hielt er einen Vortrag auf dem Internationalen Mathematikerkongress in Cambridge (Neuere empirische Daten über die zahlentheoretische Funktion {\displaystyle \sigma (n)}).
Er war Mitglied der Deutschen Mathematiker-Vereinigung, der Moskauer mathematischen Gesellschaft und des Circolo Matematico di Palermo.